# Ferran Font i Sánchez
Ferran Font i Sánchez (Vic, 12-11-1996) és un jugador d'hoquei patins professional que juga al FC Barcelona.
Abans va militar a l'Sporting de Portugal, equip amb qui va guanyar 2 Copes d'Europa, 2 Lligues portugueses, 1 Copa Continental i 1 World Skate Europe Cup.
És internacional amb la selecció espanyola i ha guanyat 2 Campionats d'Europa, 1 Copa Latina i 1 Europeu sub-17, 

## Biografia
Ferran Font va néixer a Vic, però els seus primers passos a l'hoquei patins els va fer a Sant Hipòlit de Voltregà, poble on ha viscut tota la vida. Ho va fer amb el Club Patí Voltregà. Encara en etapa de formació, però, va passar al Club Patí Vic, on va coincidir amb una generació de jugadors que han acabat a l'elit com el porter Martí Serra, o Jordi Burgaya i Xevi Soler.
En edat juvenil va entrar en dinàmica del primer equip i va començar a guanyar-se la confiança dels tècnics a base de gols i molta electricitat. L'any 2015 va ser una peça clau dins d'un equip que va guanyar la Copa del Rei i que va ser finalista de la Copa d'Europa.
Al cap de dos anys, va fer el salt a la Lliga Portuguesa de la ma de l'Sporting de Portugal, on va recollir diversos èxits.
L'estiu del 2024 es va anunciar el seu fitxatge pel FC Barcelona.